# Bessenvuurzwam
De bessenvuurzwam (Phylloporia ribis) is een schimmel behorend tot de familie Hymenochaetaceae. Het is een meerjarige necrotrofe parasiet die voorkomt aan de voet van levende struiken. In de Lage Landen is hij soms aanwezig op wilde kardinaalsmuts en Ribes-soorten. 

## Kenmerken
De zwam vormt consolevormige vruchtlichamen, die vaak in groepen dakpansgewijs boven en naast elkaar groeien en vaak de stam van de gastheer volledig omsluiten. Ze zijn 3-15 cm breed en 0,5-2 cm dik aan de basis. Het gladde of hobbelige, soms uitpuilende concentrische oppervlak is aanvankelijk fluweelachtig en geel of roestbruin van kleur, het wordt met de jaren kaal en zwartbruin met een bruine groeizone. Oude exemplaren worden vaak gekoloniseerd door algen en lijken dan groen. De rand is golvend, scherp en dun. De kaneel- tot roodbruine onderzijde is bedekt met een 1 à 3 mm dikke laag buisjes; bij meerjarige vruchtlichamen zijn de buisjes op elkaar gestapeld. De buisjes komen uit in poriën, waarvan er ongeveer 6-7 per mm zijn. Oudere vruchtlichamen vertonen een zwarte lijn in dwarsdoorsnede die het roestbruine vruchtvlees in twee lagen verdeelt, waarbij de onderste harder en donkerder van kleur is.

## Ecologie
De bessenvuurzwam komt het meest voor op de wilde kardinaalsmuts (Euonymus europaeus). De vruchtlichamen groeien meestal dicht bij de grond aan oudere stammen en zijn vaak overwoekerd door begroeiing. Leefgebieden zijn bij bronnen en beekoevers, verschillende bostypen in uiterwaarden, vochtige loofbossen op alkalische en voedselrijke bodems, bosranden en hagen. Hij veroorzaakt witrot. Het scala aan gastheren omvat ook ribes, veldesdoorn, es, rode kornoelje, rozen, beuk en vlier.  In gecultiveerd land komt de bessenvuurzwam voor in tuinen en bessenboomgaarden, waar hij bijna uitsluitend op ribes-soorten leeft.

## Verspreiding
De bessenvuurzwam komt voor in India en Pakistan, Centraal-Afrika (Oeganda) en het Holarctisch gebied. Hij groeit in Siberië, de Kaukasus, China en Japan, de Verenigde Staten, Canada en Marokko. In Europa wordt hij gevonden van het Iberisch Schiereiland, Noord-Italië, voormalig Joegoslavië en Bulgarije tot Zuid-Engeland, Denemarken, Scandinavië en oostwaarts naar de Kaukasus en het Oeralgebergte. Hij is afwezig op de mediterrane eilanden, Griekenland en Albanië. 
In Nederland en België komt hij matig algemeen voor en staat op de rode lijst als kwetsbaar.

## Bestrijding
De zwam veroorzaakt witrot en werd in het verleden door bessenkwekers beschouwd als een aantasting die zorgvuldig bestreden moest worden. Aangetaste bessenstruiken kunnen echter vele jaren met de schimmel blijven groeien zonder merkbare opbrengstvermindering.

## Naamgeving
De soort is verplaatst van het geslacht van de vuurzwammen (Phellinus) naar Phylloporia onder de naam Phylloporia ribis (Schumach.) Ryvarden (1978). Het synoniem is Phellinus ribis (Schumach.) Quél. (1886).
De volgende vormen worden onderscheiden:
- Echte bessenvuurzwam (Phylloporia ribis f. ribis)
- Kardinaalsmutsvuurzwam (Phylloporia ribis f. evonymi )

## Foto's

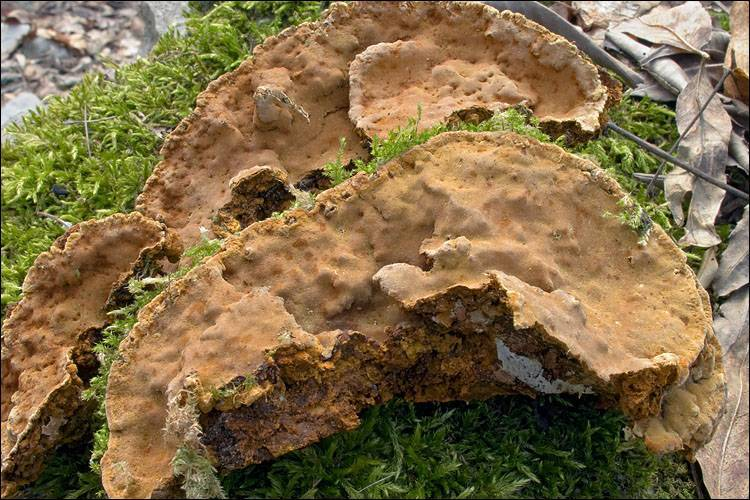
Poriën
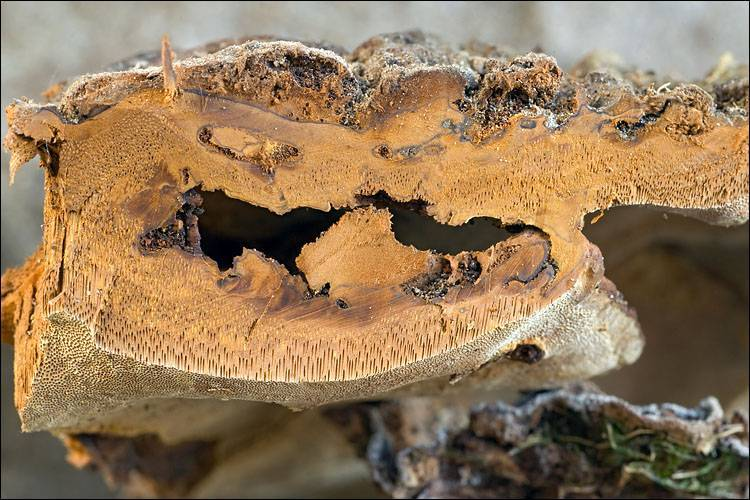
Doorsnede met zwarte lijn
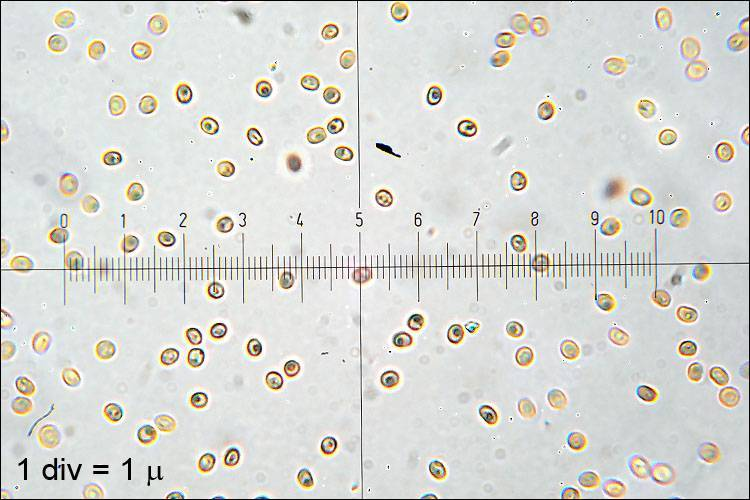
Sporen